# Segunda-feira de Páscoa
A segunda-feira de Páscoa é o dia que sucede o domingo de Páscoa, sendo considerado feriado em numerosos países de todo o mundo. Nas Igrejas Orientais e na Igreja Ortodoxa, este dia é conhecido como "Segunda-feira do Brilho" ou "Segunda-feira da Renovação". Na Igreja Ocidental, esse dia marca o segundo dia da Oitava de Páscoa no calendário litúrgico.

## Observações religiosas

### Cristianismo Ortodoxo
Na Igreja Ortodoxa Oriental e nas Igrejas Católicas de Rito Bizantino, este dia é chamado de "Segunda-feira do Brilho" ou "Segunda-feira da Renovação". Os serviços religiosos, assim como no restante da Semana do Brilho, são bem diferentes dos do restante do ano e são semelhantes aos serviços da Páscoa (Domingo de Páscoa), incluindo uma procissão ao ar livre após a Divina Liturgia. Embora isso seja obrigatório para todos os dias da Semana do Brilho, muitas vezes eles são celebrados apenas na segunda-feira e talvez em alguns outros dias nas igrejas paroquiais, especialmente em países não ortodoxos.
Se a data do calendário para o dia festivo de um santo importante (por exemplo, São Jorge em 23 de abril, ou o padroeiro de uma igreja) ou o dia do nome de alguém cair durante a Semana Santa e a própria Páscoa, a festa é transferida para a Segunda-feira de Páscoa.

### Cristianismo Ocidental
No cristianismo ocidental, a Segunda-feira de Páscoa é o segundo dia do Tempo Pascal, bem como o segundo dia da Oitava da Páscoa. Nas Igrejas Luteranas, o Evangelho da Segunda-feira de Páscoa refere-se ao encontro com Jesus ressuscitado na estrada para Emaús.

## Países onde é feriado
| - África do Sul - Albânia - Alemanha - Andorra - Anguila - Antígua e Barbuda - Aruba - Austrália - Áustria - Bahamas - Barbados - Bélgica - Belize - Benim - Bósnia e Herzegovina - Botsuana - Bulgária - Burkina Faso - Cabo Verde - Camarões - Canadá - Ilhas Caimão - Chade - Chipre - Ilhas Cook - Costa do Marfim - Croácia - Dinamarca - Dominica - Eslováquia - Eslovênia - Espanha (apenas em algumas comunidades autônomas) - Egito - Fiji - Finlândia - França - Gabão - Gâmbia | - Geórgia - Guiné Equatorial - Gana - Gibraltar - Grécia - Groenlândia - Granada - Guadalupe - Guatemala - Guiné - Guiana - Haiti - Hong Kong - Hungria - Islândia - Irlanda - Ilhas Feroé - Ilhas Salomão - Ilhas Virgens Britânicas - Itália - Jamaica - Kiribati - Letônia - Líbano - Lesoto - Liechtenstein - Lituânia - Luxemburgo - Macau (apenas em organizações governativas) - Macedônia do Norte - Malauí - Madagascar - Martinica - Moldávia - Mônaco - Montenegro - Montserrat - Namíbia - Nauru - Antilhas Neerlandesas - Nova Caledônia - Nova Zelândia | - Níger - Nigéria - Niue - Noruega - Países Baixos - Papua-Nova Guiné - Polônia - Quênia - Reino Unido (exceto na Escócia) - República Centro-Africana - República Tcheca - Romênia - Ruanda - Samoa - São Cristóvão e Nevis - Santa Lúcia - São Pedro e Miquelão - São Vicente e Granadinas - Seicheles - Senegal - Sérvia - Síria - Essuatíni - Suécia - Suíça - Suriname - Tanzânia - Trinidad e Tobago - Ilhas Turcas e Caicos - Tuvalu - Uganda - Ucrânia - Vanuatu - Vaticano - Zâmbia - Zimbábue |

## Datas
Apresenta-se as datas de celebração da segunda-feira de Páscoa em anos próximos:
| Ano  | Igrejas Ocidentais | Igrejas Ortodoxas            |
| 2024 | 1 de abril         | Predefinição:Páscoa Ortodoxa |
| 2025 | 21 de abril        | Predefinição:Páscoa Ortodoxa |
| 2026 | 6 de abril         | Predefinição:Páscoa Ortodoxa |
| 2027 | 29 de março        | Predefinição:Páscoa Ortodoxa |
| 2028 | 17 de abril        | Predefinição:Páscoa Ortodoxa |